# Sasha (cràter)
Sasha és un cràter d'impacte en el planeta Venus de 4,6 km de diàmetre. Porta el nom d'un antropònim rus, i el seu nom va ser aprovat per la Unió Astronòmica Internacional el 1997.